# H. Warner Munn

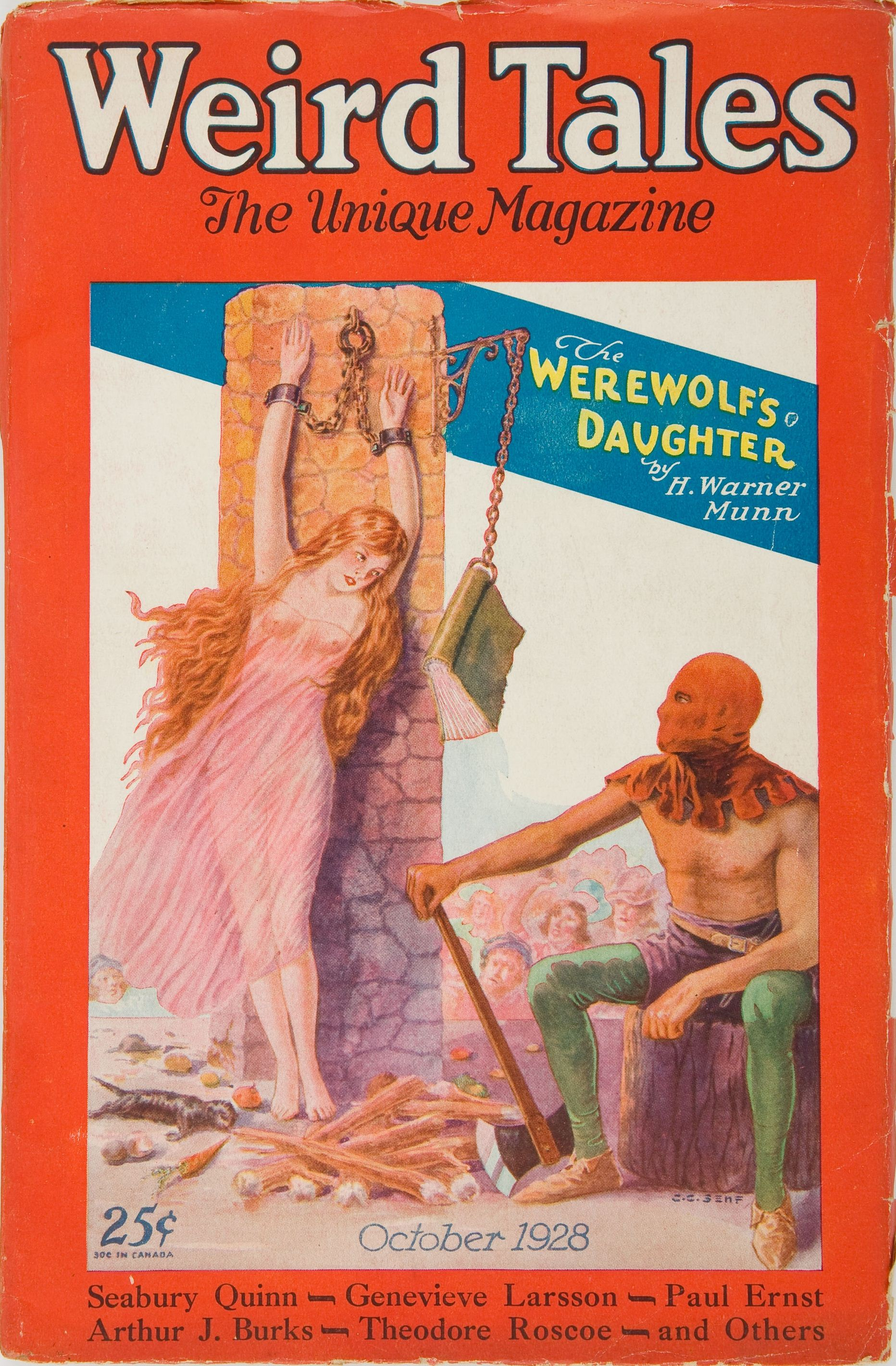
Munn The Werewolf's Daughter című novellája a Weird tales 1928. októberi számának címlapján

Harold Warner Munn (Athol, Massachusetts, 1903. november 5. – Tacoma, 1981. január 10.) amerikai fantasy- és horroríró

## Élete
Apja Edward Emerson Munn festőművész, anyja Jessica Anne Lemon zenész volt. Édesanyja két éves korában elhunyt, zongoratanár nagymamája nevelte fel, aki levelezésben állt Jules Verne-vel és H. G. Wells-szel. Munn már fiatalon lelkes olvasó volt, állítása szerint hét éves korára már száz könyvet olvasott el, a Biblián kívül olyan munkákat, mint például Victor Hugo A nyomorultak című regénye.
Középiskolai tanulmányait szülővárosában végezte, ezután több állása is volt, dolgozott bolti eladóként, fatelepi munkásként, de volt matróz is egy folyami hajón a Hudson folyón. 1930-ban vette feleségül Malvena Ruth Beaudoint. Négy fia született (1930-ban, 1936-ban, 1942-ben és 1947-ben).
Munn lelkes gyűjtője volt a ponyvamagazinoknak, különösen a Weird Tales-nek volt lelkes olvasója. Itt olvasta Howard Phillips Lovecraft javaslatát a magazin szerkesztőinek írt levelek közt, amelyben az író azt javasolja, hogy készüljön egy vérfarkas-történet a vérfarkas szemszögéből elmesélve. Ennek hatására készült el a The Werewolf of Ponkert című elbeszélés, amelynek számos folytatása született, így a vérfarkas és leszármazottai története egy sötét családi sagává bővült. A vérfarkasvér átkától sújtott klán tagjainak meg kellett küzdeniük egy Charles Robert Maturin Melmoth-jára emlékeztető sötét alakkal is. A vérfarkastörténetek gyűjteményes kiadása 1979-ben és 1980-ban jelentek meg két kötetben Tales of the Werewolf Clan címen.
A Weird tales főszerkesztője, Farnsworth Wright távozása hosszú szünet kezdetét jelentette Munn karrierjében, mivel kénytelen volt gondoskodnia növekvő családja anyagi biztonságáról. Csaknem 30 év kellett ahhoz, hogy aWeird Tales-ben sorozatformában megjelent King of the World’s Edge című fantasy regénye trilógiává fejlődjön. 1965-ben egy epikus költeményt kezdett írni Jeanne d’Arc életéről, e műve 1975-ben jelent meg The Banner of Joan címmel. 1967-től újabb Munn-novellák jelentek meg, s a vérfarkas-ciklust is folytatta.  1974-ben jelent meg a Merlin’s Ring, a Merlin’s Godson trilógia harmadik kötete, amely Munn főművének tekinthető. The Lost Legion című történelmi regénye 1979-ben jelent meg.
1980-ben és 1981-ben költeményeiért Balrog-díjat kapott.
Magyarul egyetlen novellája jelent meg a Galaktika 45. számában 1982-ben, A De Pertriche-gyűrű címen.

## Művei
Tales of the Werewolf Clan (rövid elbeszélések)
- The Werewolf of Ponkert (1925)
- The Return of the Master (1927)
- The Werewolf’s Daughter (1928)
- The Master Strikes (1930)
- The Master Fights (1930)
- The Master Has a Narrow Escape (1931)
- The Werewolf of Ponkert (1958, gyűjtemény)
- Tales of the Werewolf Clan, Volume I: In the Tomb of the Bishop (1979, gyűjtemény)
- Tales of the Werewolf Clan, Volume II: The Master Goes Home (1980, gyűjtemény)
- In the Hulks (1980)
- In Regard to the Opening of Doors (1980)
- The Transients (1980)
- Tales of the Werewolf Clan (2015, gyűjtemény)
- Ten Tales of the Werewolf Clan (novellák)
- 1 The Cat Organ (1976)
- 2 Hau! Hau! Huguenots! (1976)
- 3 The Wreck of the Santa Ysabel (1976)
- 4 The Bug-Wolves of Castle Manglana (1976)
- 5 In the Tomb of the Bishop (1976)
- 6 The Leather Cannon (1977)
- 7 Achsah Young — of Windsor (1977)
- 8 The Master Meets a Worthy Foe (1977)
- 9 The Diary (1977)
- 10 The Master Goes Home (1977)

Merlin’s Godson (regénytroilógia)
- 1 King of the World’s Edge (1939, 1966)
- 2 The Ship from Atlantis (1967)
- 3 Merlin’s Ring (1974)
- Merlin’s Godson (1976, Sammelausgabe von 1 und 2)

Harold Lamont (novellák)
- The Merlin Stone (1977)
- The Stairway in the Sea (1978)
- Wanderers of the Waters (1981)

Regény
- The Lost Legion (1980)

Verseskötetek
- Christmas Comes to Little House (1974)
- The Banner of Joan (1975, Eposz)
- Twenty Five Poems (1975)
- Seasons Greetings with Spooky Stuff (1976)
- To All Amis (1976)
- There was a Man (1977)
- The Pioneers (Part One) (1977)
- In Regard to the Opening of Doors (1979)
- Dawn Woman (1979)
- Fairy Gold (1979)
- Of Life and Love and Loneliness (1979)
- The Book of Munn: or A Recipe for Roast Camel (1979)

Novellák
- The City of Spiders (1926)
- The Green Porcelain Dog (1927)
- The Chain (1928)
- The Wheel (1933)
- A Sprig of Rosemary (1933)
- Dreams May Come (1939)
- Out of the Night (1968)
- Return of the Spy (1969)
- The Beautiful Morning (1971)
- Deposition at Rouen (1973)
- The Black Captain (1975)
- Sharan and Sharanna (1975)
- I Want a Girl (1977)
- The Monster & The Saint (1977)
- The Well (1977)
- The De Pertriche Ring (1979)

## Fordítás
- Ez a szócikk részben vagy egészben  a   H. Warner Munn című német Wikipédia-szócikk ezen változatának fordításán alapul.  Az eredeti cikk szerkesztőit annak laptörténete sorolja fel. Ez a jelzés csupán a megfogalmazás eredetét és a szerzői jogokat jelzi, nem szolgál a cikkben szereplő információk forrásmegjelöléseként.